# Zlata (ime)
Zlata je  žensko osebno ime.

## Izvor imena
Ime Zlata je slovanskega izvora, ki je nastalo iz latinskega imena Aurea, in se poimensko povezuje s pridevnikom zlat in samostalnikom zlato.

## Različice imena
- ženske različice imena:Zlatica, Zlate, Zlati, Zlatiborka, Zlatija, Zlatinka, Zlatislava, Zlatka, Zlatomira, Zlatomirka
- pomensko sorodno ime: Avrelija

## Tujejezikovne oblike imena
Aurelia, Aurelija, Avrelija

## Pogostost imena
Po podatkih Statističnega urada Republike Slovenije je bilo na dan 31. decembra 2007 v Sloveniji število ženskih oseb z imenom Zlata: 747.

## Osebni praznik
V koledarju je ime Zlata skupaj z imnom Avrelija; god praznuje 25. septembra (Avrelija, mučenka in devica iz južne Italije) ali pa 15. oktobra (Avrelija, devica iz Strassburga, † 15. okt. v 6. stoletju).